# Callejón del Brinco del Diablo

Imagen tomada de un callejón (San Sebastián Bernal, Querétaro) similar al lugar donde se desarrolla la leyenda

La  del Callejón del Brinco del Diablo es una de las historias más conocidas en La Piedad Michoacán. La Piedad Cabadas o Cavadas (actualmente La Piedad) es uno de los 113 municipios del estado de Michoacán de Ocampo. Esta localidad se caracteriza por sus grandes obras arquitectónicas como el Santuario del Señor de La Piedad, las Casas Consistoriales, el Templo de San Sebastián (en la actualidad La Purísima). Asimismo, la localidad posee una gran variedad de mitos y leyendas que son populares entre sus habitantes. La Piedad Cabadas abunda en callejones en donde se acurrucan duendes, hadas, fantasmas y espíritus malignos que divierten y asustan a los niños y a los viejos.

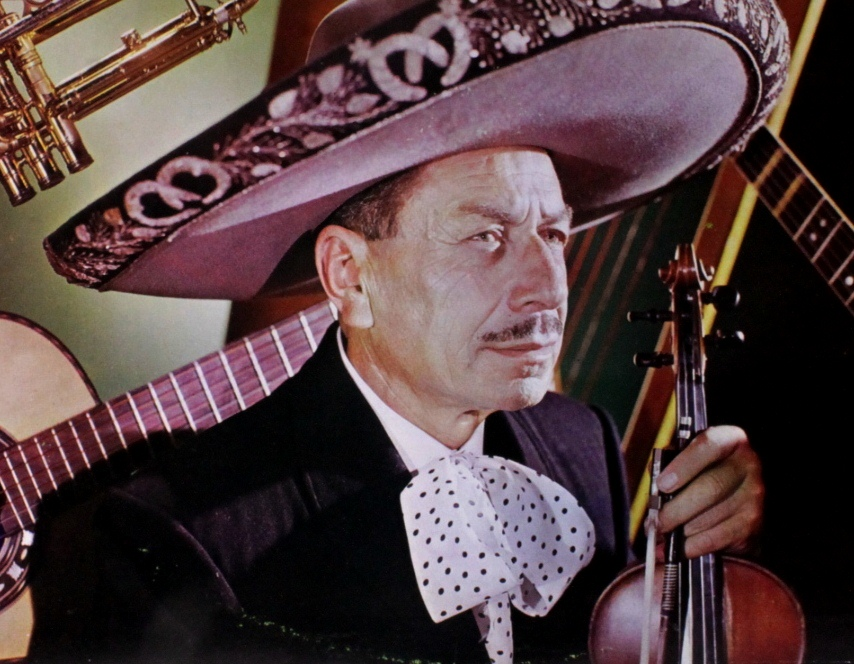
Charro de apariencia similar a la de Ruiz (Silvestre Vargas Orfeon)

La leyenda relata el amor de dos personajes: la bella Raquel y su adorado Ruiz. Ruiz era un charro mexicano que visitaba todas las noches a su amada, la cual siempre aguardaba su llegada en el balcón, cerca del Río Lerma, desde donde observaba la majestuosa puesta de sol y el comienzo de la noche.
En una noche de penumbra, miedo e incertidumbre, al sonar exactamente las doce, Raquel recibió una visita inesperada: se acercó a su balcón un jinete que decía ser Ruiz, aunque ella no le creyó, pues conocía perfectamente la voz de su amado. El jinete en su caballo insistió en que él era el enamorado que esperaba todas las noches en el balcón y ante tanta presión, salió a verlo. Cuando Raquel se percató de la mirada de su visitante,  comenzó a rezar y a gritar, ya que un temor profundo recorría su cuerpo y mente en ese momento…
Poco tiempo después, se escuchó una guitarra y la bella voz del charro Ruiz, quien nunca encontró a su amada, pues el jinete misterioso era el diablo, el cual había tomado por la cintura a Raquel y, con la ayuda de su corcel, dio un salto tan grande como el callejón y desapareció en la penumbra nocturna.

## Relato por Manuel Ayala Tejeda

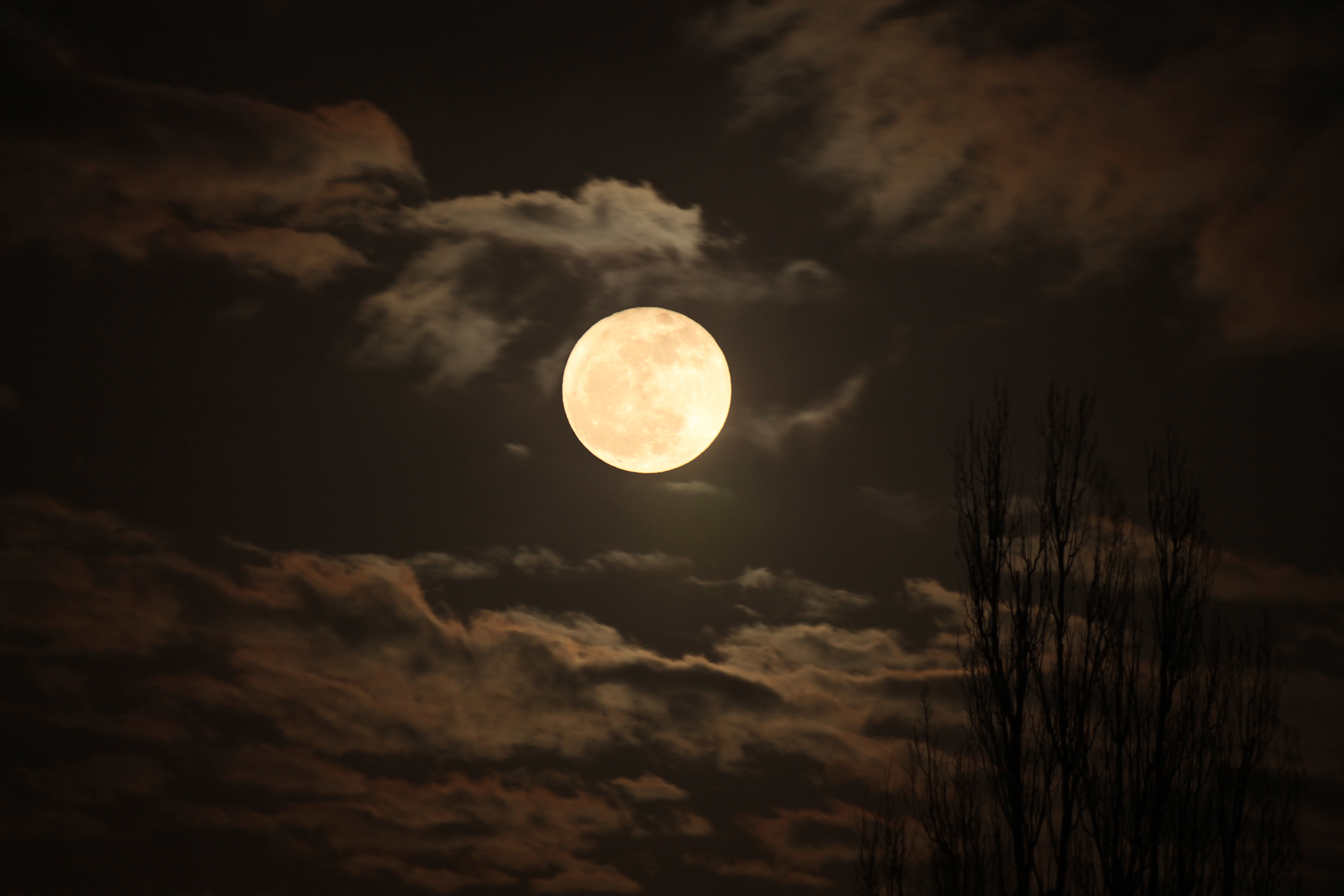
Ambiente en el que se desarrolla la leyenda

Esta versión fue redactada por el cronista de la Ciudad, don Manuel Ayala Tejeda, quien ha escrito muchas de las historias de la Piedad en las páginas del periódico a. m. y en distintas publicaciones, entre ellas el libro Aquí en La Piedad. Esta versión es una versión rimada.
En una noche negra de pésimos augurios 

el legendario callejón se llenó de ruidos y 

brillos infernales, malos olores, espantos, 

angustias y desmayos. 

Raquel, la princesa del cuento, que esperaba 

a su galán – su adorado Ruiz, bella estampa 

del charro mexicano – cayó como rosa en mar 

revuelto al sentir la caricia de una mano negra 

que le dejaba en la mejilla rubicunda la marca 

diabólica del fuego. 

Todo se produjo con la rapidez del rayo. Jinete y corcel, 

negros como la fama de una suegra, se precipitaron 

cuesta abajo en ese vericueto urbano que mereció del vulgo 

el nombre de Callejón del Brinco del Diablo. 

Estimado lector: lo creas o no lo creas, yo no lo invento. 

Como me lo contaron te lo cuento.

## Otro relato

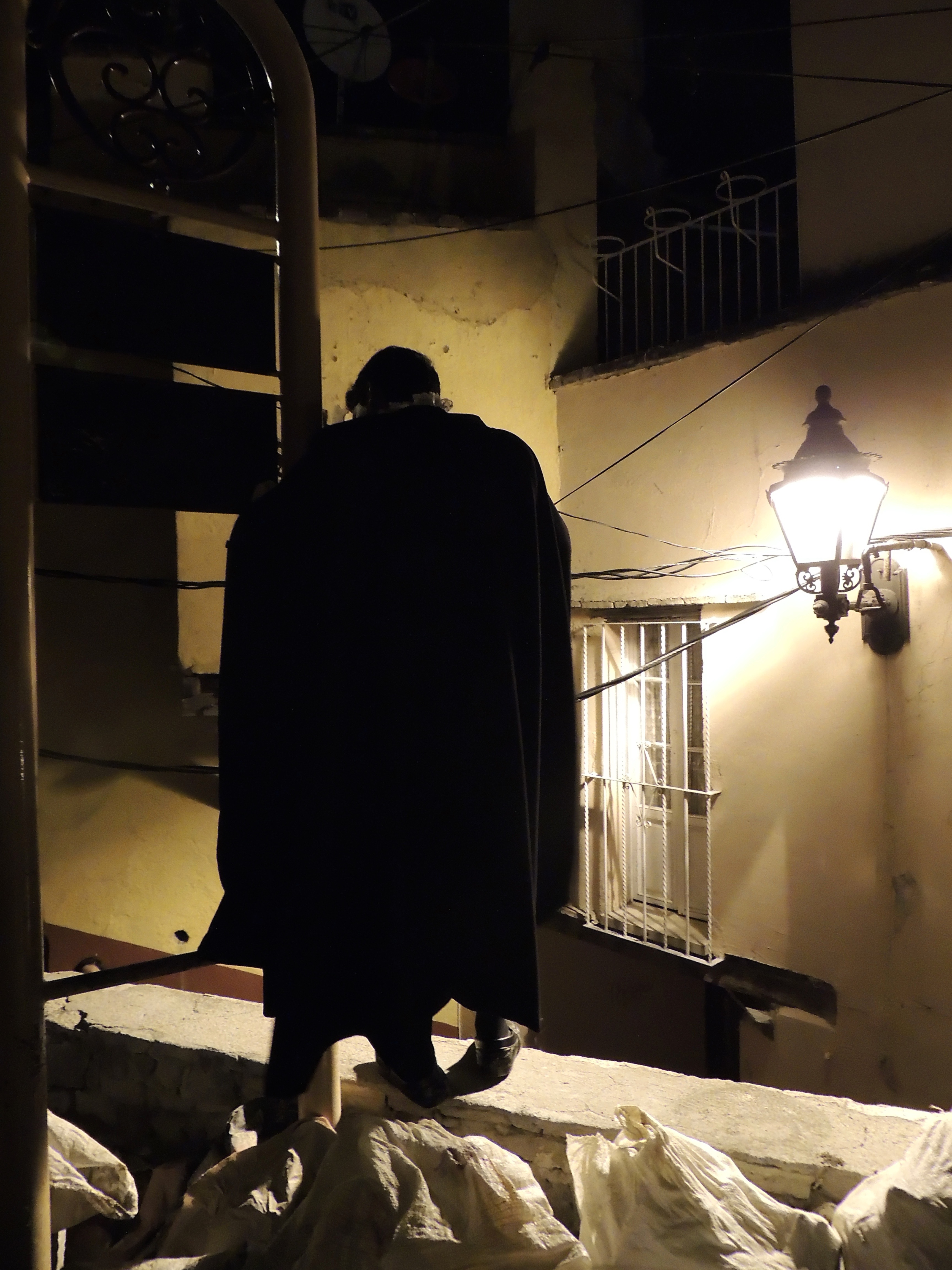
Imagen similar al jinete que se acercó al balcón de Raquel

Otra versión de esta leyenda añade algunas cosas interesantes; por ejemplo, la costumbre típica mexicana de llevar melodías a una mujer en su casa, conocida como serenata. Asimismo, se consideran elementos religiosos como las oraciones (religión) para rechazar el miedo y a los espíritus malignos. También se considera una ubicación un poco más precisa del lugar donde se desarrolló la leyenda.
Aquella noche, la luna nueva lentamente se ocultaba 

robando poco a poco la tenue luz que iluminaba la faz 

de la tierra. Una luz débil, con escasos brillos de plata 

iluminó la majestuosa figura de Raquel que aguardaba en su balcón, 

muy cercano al río Lerma, la llegada de su amado: un hombre 

de apellido Ruiz, que venía todas las noches a verla. 

Eran ya las doce de la noche, pues así lo anunciaban al reloj 

de su alcoba y pese a que Ruiz vendría desde Yurécuaro, 

se dijo para sí: “para él que es un gran jinete, y para el empuje 

de su fogoso alazán tostado, la distancia no es larga”, concluyó 

con hondo suspiro y con gran deseo de verlo 

a la mayor brevedad posible. 

Los perros, movidos por extraño pavor aullaban desesperados, 

mientras la luna iluminaba las desiertas calles de la ciudad; 

todo acontecía por donde los sonidos se escuchaban, aquel 

ambiente extraño y pavoroso acompañaba al rítmico ruido que 

producen las herraduras de los caballos. 

A los instantes siguientes apareció por la calle un apuesto jinete, 

montado en un brioso y fuerte caballo que prontamente redujo 

la distancia, hasta quedar situado en el balcón de la bella Raquel; 

tras esperar unos segundos se dirigió a la dama exclamando apasionado: 

“Adorada Raquel, aquí me tienes. Mucho he tardado; 

mas escucha por qué princesa mía”. 

Raquel no le dejó continuar, un súbito temor se apoderó de ella y 

con palabras que lo reflejaban, se lo refirió a Ruiz al momento 

mismo que agregaba: “Veo en tus ojos un miedo que me aterra, 

y los vagos perfiles de tu rostro se me antoja macabra pesadilla” 

Sí, la cara de Ruiz reflejaba un aspecto desconocido, algo diabólico y terrible; 

en su instinto de mujer algo le decía que aquello no era normal, 

por eso fue que espantada le pidió a su acompañante se alejara: 

“Vete, vete Ruiz; te lo suplico; quiero rezar… ¡tengo miedo, mucho miedo!”. 

La respuesta fue de inaudita furia por parte del apuesto charro 

quien determinante sentenció: “¡Calla, calla! ¿Irme? 

¡No, no me iré sin ti; tú serás mía, mía eternamente! 

¿Lo oyes Raquel? ¡Eternamente! 

Así lo quiero y así tendrá que ser. Pese a los cielos.” 

En ese mismo instante se escucharon los melodiosos sonidos 

de una guitarra, acompañados de una voz de un hombre, aquella 

voz de inmediato fue conocida por Raquel, ¡Era la voz de Ruiz! 

una voz que enamoraba entonaba un romántico madrigal, pero… 

¿Y quién es su acompañante? 

Era el diablo, que tomando por la cintura a la bella mujer, 

arrió su caballo y este dio un brinco tan fenomenal que superó 

los paredones que formaban el suelo de irregular cantera, 

tepetate y tierra, el diablo con su preciada carga se perdió entre 

las tinieblas fundidas con la nieblas emanada de las riberas del río. 

Desde que esto ocurrió el lugar fue conocido por todas las personas 

vecinas de la ciudad como: “El Callejón del Brinco del Diablo.”